# Hassanal Bolkiah brunei szultán
Hassanal Bolkiah (teljes néven: Sultan Haji Hassanal Bolkiah Mu'izzaddin Waddaulah ibni Al-Marhum Sultan Haji Omar Ali Saifuddien Sa'adul Khairi Waddien, 1946. július 15. –) 1967. október 4-e óta Brunei szultánja és Yang di-Pertuan-ja.

## Politikája
A szultán a radikális iszlám terrorizmust tekinti uralma legnagyobb potenciális veszélyének. A szultán vonakodása a fennálló állapot megingatása iránt sehol sem látszik jobban, mint az iszlám papi szervezettel való tiszteletteljes viszonyában. Ez részben a növekvő személyes vallásosságának köszönhető, amelyet egyes megfigyelők az 1987-es mekkai zarándoklatról datálnak. Mások arra vezetik vissza, hogy az 1980-as években az iszlám papoktól kapott segítséget egy szerencsejáték-függőség leküzdésére vagy legalábbis ellenőrzésre. Bármi is volt az oka, valami megváltozott. 1985-ben Hassanal szultán megtagadta, hogy részt vegyen a Mohamed próféta születésnapját ünneplő Bandar Seri Begawan belvárosán áthaladó éves körmenetben, mert a vallási hatóságok kijelentették, hogy a korábban vegyes nemű rendezvénynek csak férfiaknak kell lennie. 1990-re a „maláj iszlám monarchia” nemzeti filozófiáját „Isten akaratának” nyilvánította, ezzel megerősítve az iszlám helyét a brunei élet középpontjában, és átengedve neki a monarchiával csaknem egyenrangú szerepet.

## Autógyűjteménye
Hassanal Bolkiah rendelkezik a világ legnagyobb magán-autógyűjteményével, jelenlegi gyűjteménye kb. 7000 nagy értékű luxusautóból áll, 789 millió amerikai dollár értékben,  melyek légkondicionált garázsokban állnak. Az autók között számos ritkaság, egyedi darab és prototípus is megtalálható.
Ő és családja több mint 600 Rolls-Royce-t és több mint 450 Ferrarit birtokol. Az 1990-es években ő és családja vásárolta meg az összes Rolls-Royce felét. Neki volt meg az első Rolls-Royce Phantom VI.
Az angol Daily Mirror  újság szerint 2007. október 26-án (frissítve 2010. június 30.) a szultánnak összesen 130 Rolls-Royce-a, 531 Mercedes-Benze, 367 Ferrarija, 362 Bentleyje, 185 BMW-je, 177 Jaguarja, 160 Porscheje, 20 Lamborghinije volt.

### Egyéb járművei
- kettő Boeing, köztük egy Boeing 747–400 jumbo jet,
- egy Airbus,
- hat kisebb repülő,
- kettő helikopter